# Lâu đài Dover
Lâu đài Dover (tiếng Anh: Dover Castle) là một lâu đài thời trung cổ ở Dover, Kent, Vương quốc Anh và được xếp hạng I. Nó được xây dựng vào thế kỷ XI, và được mô tả là "Chìa khóa vào nước Anh" (Key to England) do ý nghĩa phòng thủ của nó trong suốt lịch sử. Một số tác giả cho rằng đây là lâu đài lớn nhất ở Anh, danh hiệu này cũng được Lâu đài Windsor tuyên bố.

## Lịch sử

### Thời kỳ đồ sắt
Địa điểm này có thể đã được phòng thủ bằng các công trình đào đắp vào Thời đại đồ sắt hoặc sớm hơn, trước khi người La Mã xâm lược vào năm 43 sau Công nguyên. Điều này được gợi ý dựa trên mô hình bất thường của các công trình đào đắp dường như không phù hợp hoàn hảo cho lâu đài thời trung cổ. Các cuộc khai quật đã cung cấp bằng chứng về các công sự của Thời đại đồ sắt trong khuôn viên của lâu đài, nhưng không chắc liệu điều này có liên quan đến pháo đài trên đồi hay không.

### Thời La Mã

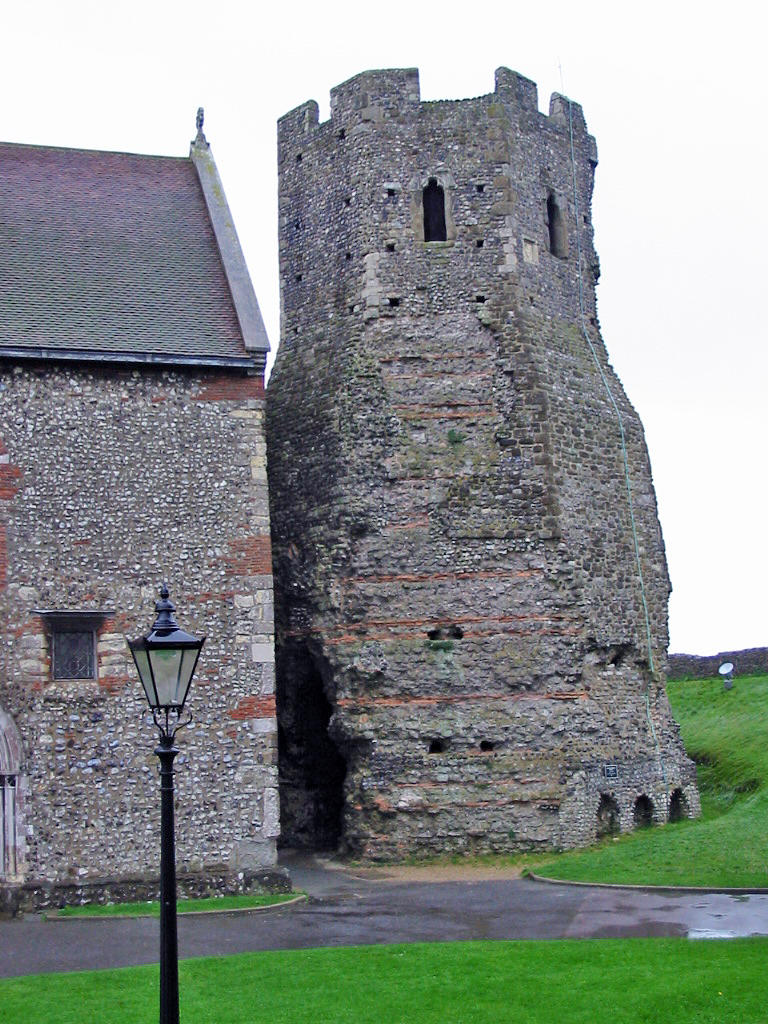
Ngọn hải đăng La Mã, sau này được chuyển đổi thành tháp chuông cho nhà thờ liền kề

Địa điểm này cũng có một trong hai ngọn hải đăng La Mã (hay pharoses) của Dover, một trong ba ngọn hải đăng thời La Mã còn sót lại trên thế giới, và là công trình kiến trúc La Mã đứng cao nhất và hoàn thiện nhất ở Anh. Nó cũng được cho là tòa nhà lâu đời nhất của Anh. Được xây dựng vào đầu thế kỷ thứ II, tòa tháp 5 tầng 8 mặt được làm từ các lớp tufa, đá vụn Kentish và gạch đỏ. Ngọn hải đăng của lâu đài vẫn tồn tại sau khi được chuyển đổi thành tháp chuông vào thời Saxon (c. 1000), có thêm một lớp trên mới (c. 1430) và được cải tạo một phần vào năm 1913–1915. Phần còn lại ít ỏi của ngọn hải đăng La Mã khác, được gọi là Bredenstone hoặc Devil's Drop of Mortar, nằm ở Western Heights, đối diện thị trấn Dover.

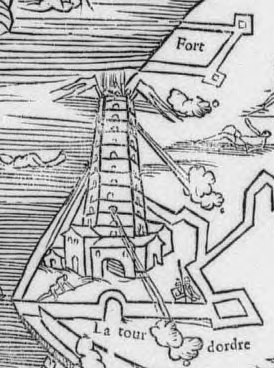
Tour d'Ordre năm 1550

Ngọn hải đăng La Mã tại Boulogne-sur-Mer bên kia eo biển Manche đã tồn tại qua nhiều thế kỷ và lẽ ra ánh sáng của nó phải được nhìn thấy từ Dover. Nó được xây dựng vào khoảng năm 39 sau Công nguyên theo lệnh của Hoàng đế Caligula, có thể là để chuẩn bị cho một cuộc xâm lược nước Anh. Suetonius đề cập đến việc Caligula "dựng một ngọn hải đăng cao, không khác gì ngọn hải đăng ở Pharos, trong đó ngọn lửa được duy trì suốt đêm để dẫn đường cho tàu bè". Được gọi là Tour d'Ordre, sự xói mòn bờ biển đã dẫn đến việc nó đổ xuống biển vào năm 1644. Các bản khắc về chiều cao của nó có thể cho thấy ngọn hải đăng La Mã Dover từng trông như thế nào.

### Ảnh
- A series of aerial photos of Dover Castle
- Images of World War II tunnels
- Dover Castle images from English Heritage